# エアフレンド
エアフレンド（Airfriend）は、エアフレンド株式会社が提供するスマートフォン向けAIチャットアプリである。当初はLINEアカウントとして提供。2023年6月26日にiOSアプリが公開された。Androidアプリも7月下旬に公開予定。

## 概要
架空の友だちのAIをユーザーと共有したり、他のユーザーが作成したAIと話すことが出来る。テキストチャットの読み上げやボイスチャットも可能。
アプリ版のAIモデルは「Secret Sauce 1.0」（SS1）としており、音声合成は「Virtual Voice 1.0」（VV1）とし、10,000種類以上のバリエーションと人間的なアクセントとイントネーションとしている。

## 年表
2021年
- 9月14日 - Ryobotが個人開発し、LINEアカウントとして公開。高性能な会話AIを提供するために10億パラメータの会話モデルのTransformerを搭載し、2億件のツイートデータセットで事前学習。LINE版は一貫して無料で提供されていた。
- 11月2日 - エアフレンド株式会社が設立。

2022年
- 1月6日 - LINEアカウントが1月19日まで利用停止。解除に伴いLINE社と協議を行い、利用規約に違反する恐れがある不適切なAIやメッセージを削除。今後も継続的な対策を実施することとした。
- 7月5日 - モバイルアプリの開発のため、シードラウンドで1.63億円の資金調達を実施。

2023年
- 1月13日 - LINEアカウントが6月15日まで利用停止。解除に伴いLINE版エアフレンドはサービスが終了した。
- 6月19日 - iOSアプリの公開までβテストを実施。
- 6月26日 - iOSアプリが公開。

## 反響
会話の精度の高さなどから話題になり、公開直後から1万人を超えるユーザーを獲得、1週間でユーザー数20万人、40日で50万人を突破。TOKYO MX「バラいろダンディ」（2021年9月23日放送）やTBS「王様のブランチ」（2021年9月25日放送）で紹介された。